# フェリシティ・ジョーンズ
フェリシティ・ローズ・ハドリー・ジョーンズ（Felicity Rose Hadley Jones, 1983年10月17日 - ）は、イギリスの女優・モデルである。

## 生い立ち
バーミンガムで生まれ、ボーンビルで育った。兄が1人おり、母は広告関係の仕事をし、父はジャーナリストだった。3歳のときに両親が離婚し、兄とともに母親に引き取られる。高祖母はイタリア・ルッカ出身のイタリア人だった。
王立ノートン女学校卒業後、キング・エドワード6世記念ハンドワース校に進学してAレベルを修了し、ギャップ・イヤー期間中はBBCのテレビシリーズ『Servants』に出演していた。2006年にオックスフォード大学ウォーダム校を卒業する。学生時代は『アッティス』で主演を演じるなど演劇活動を行い、2005年には『間違いの喜劇』のツアーで日本を訪れ、ハリー・ロイドと共演している。

## キャリア

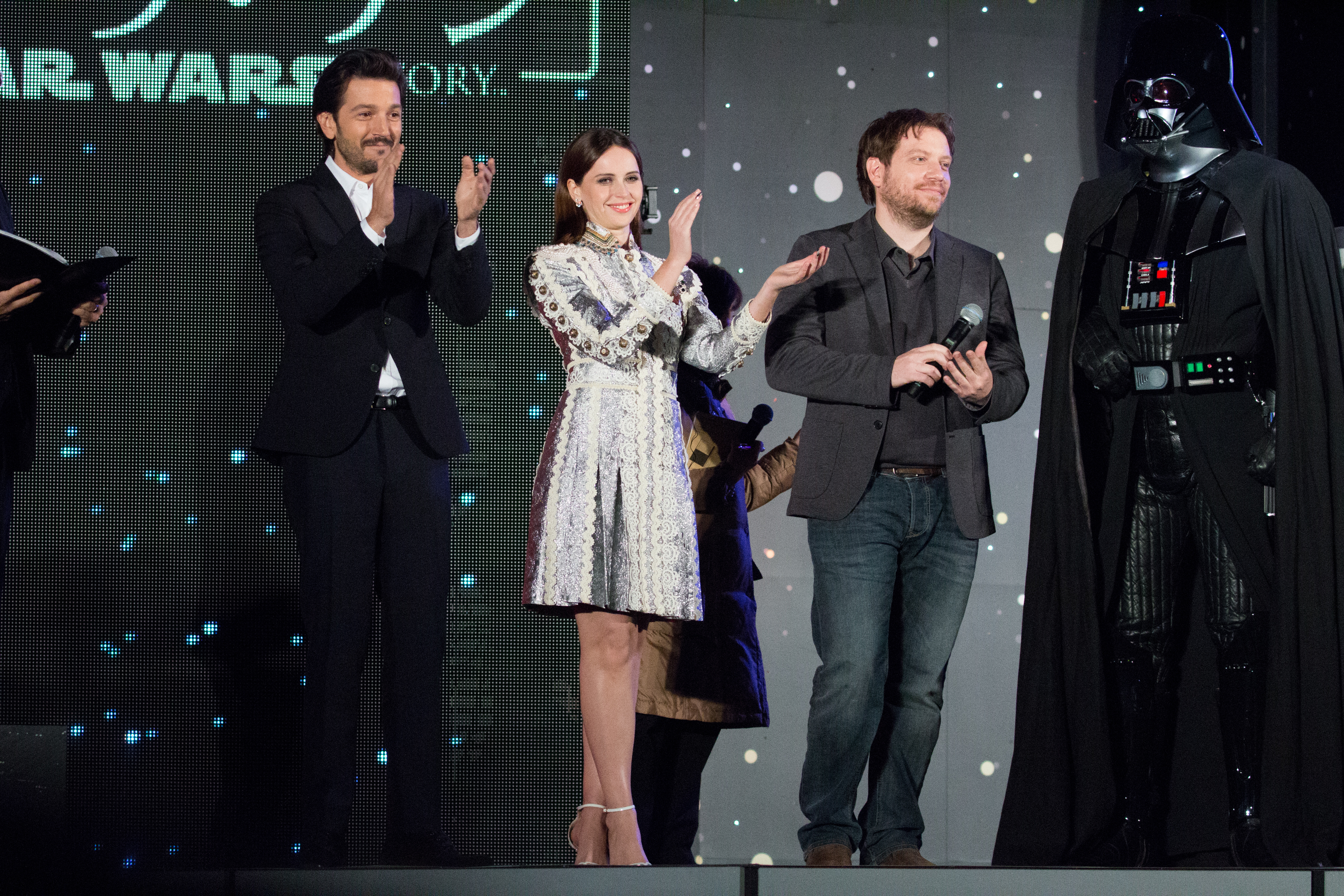
『ローグ・ワン』ジャパン・プレミアに出席するフェリシティ・ジョーンズ、ギャレス・エドワーズ、ディエゴ・ルナ

ジョーンズは父と叔父で俳優のマイケル・ハドリーの勧めにより、演技の道へ進むことを決めた。また、母も映画や舞台に関心を持っていた。演技経験は11歳の時、セントラル・テレビジョンが設立したアフタースクール・ワークショップで始まった。『ミルドレッドの魔女学校』でテレビシリーズに初出演するが、家庭の事情により第2シーズンからは降板する。2001年の続編『Weirdsister College』 では同じ役でシリーズに復帰を果たした。2003年にBBCのテレビシリーズ『Servants』に出演した。2007年にITVの『Northanger Abbey』で主要キャストとして出演した。この時期に最も長期間出演していたのは、BBCラジオ4の昼ドラ『The Archers』で、2009年まで出演した。
2008年に『情愛と友情』『フラッシュバック』に出演しており、『ドクター・フー』のエピソード「The Unicorn and the Wasp」やドンマー・ウエアハウスで上演された『The Chalk Garden』にも出演している。2009年1月に『アンネの日記』に出演し、5月下旬に開催されたハイ・タイド・フェスティバルではアンソニー・ミンゲラの『Hang Up』に出演している。2010年には『Cemetery Junction』にヒロイン役で出演している。また、『Soulboy』や『テンペスト』にも出演している。
2011年1月29日、『今日、キミに会えたら』での演技を評価され、サンダンス映画祭でドラマ部門特別審査員賞を受賞した。彼女は映画で髪色を変えており、会話シーンは完全にアドリブだった。また、彼女の演技力は『17歳の肖像』でアカデミー賞にノミネートされたキャリー・マリガンと比較された。彼女はハリウッド映画賞でも『今日、キミに会えたら』での演技を評価された。3月に『ゴシップガール』に出演し、そのために2か月間サンクト・アントン・アム・アールベルクでスノーボードの訓練を行った。また、同年にバーバリーのニューフェイスとして起用され、11月にはドルチェ&ガッバーナのニューフェイスに起用された。2013年に『エレン・ターナン 〜ディケンズに愛された女〜』で主役のエレン・ターナンを演じた。ジョーンズは以前、研究を通じてターナンの人生を学んでいる。
2014年には『アメイジング・スパイダーマン2』にフェリシア役で出演している。『博士と彼女のセオリー』ではヒロインであるジェーン・ホーキングを演じ、アカデミー主演女優賞にノミネートされた。彼女はエージェントから渡された脚本を読んだ後、「これは単純な伝記映画ではなくラブストーリーですね」と語ったという。また、ホーキングに直接会い演じる際の協力を得ている。2015年2月に『ローグ・ワン/スター・ウォーズ・ストーリー』の主役ジン・アーソ役に起用された。2016年には『インフェルノ』にも出演して重要人物であるシエナ・ブルックス役を演じた。ジョーンズは『インフェルノ』への出演を決めた後、ブルックスのキャラクターについて理解を深めるために美術館を訪れている。2018年には現役のアメリカ合衆国最高裁判所判事であるルース・ベイダー・ギンズバーグが弁護士時代に史上初の男女平等裁判に挑んだ実話を描いた伝記映画『ビリーブ 未来への大逆転』でギンズバーグ役に起用された。
2024年、ブラディ・コーベット監督の映画『ブルータリスト』では主人公の妻エルジェーベトを演じた。本作での演技も批評家から高く評価され、第97回アカデミー賞では助演女優賞にノミネート。自身2度目となるオスカーノミネートを獲得した。

## 私生活
オックスフォード大学のラスキン美術学校で出会った彫刻家・コンセプチュアルアーティストのエド・フォーニレスと共にイーストエンド・オブ・ロンドンで暮らしていたが、2013年に破局している。2015年から映画監督のチャールズ・ガードと交際を始め、2017年5月に婚約を発表。2018年6月30日にイギリスのオックスフォードシャーにあるスードリー城で挙式を行い結婚した。

## フィルモグラフィ

### 映画
| 年   | 題名                                                                   | 役名                           | 備考 | 吹き替え           |
| ---- | ---------------------------------------------------------------------- | ------------------------------ | --- | ------------------ |
| 1996 | The Treasure Seekers                                                   | Alice Bastable                 | | N/A                |
| 2007 | ノーサンガー・アベイ Northanger Abbey                                  | Catherine Morland              | ITVテレビ映画 |                    |
| 2008 | フラッシュバック Flashbacks of a Fool                                  | 若年期のルース                 | 日本劇場未公開 |                    |
| 2008 | 情愛と友情 Brideshead Revisited                                        | Lady Cordelia Flyte            | 日本劇場未公開 |                    |
| 2009 | わたしの可愛い人 シェリ Chéri                                          | エドメ                         | |                    |
| 2010 | Cemetery Junction                                                      | Julie                          | N/A |                    |
| 2010 | Soulboy                                                                | Mandy                          | N/A |                    |
| 2010 | テンペスト The Tempest                                                 | ミランダ                       | |                    |
| 2011 | 今日、キミに会えたら Like Crazy                                        | アンナ                         | サンダンス映画祭審査員特別賞（ドラマ部門） ゴッサム・インディペンデント映画賞ブレイクスルー俳優賞 ナショナル・ボード・オブ・レビュー賞ブレイクスルー演技賞 エンパイア賞新人女優賞 日本劇場未公開                | 清水理沙           |
| 2011 | ルーキー・ハウス・ガール Chalet Girl                                   | キム                           | 日本劇場未公開 |                    |
| 2011 | Albatross                                                              | Beth                           | | N/A                |
| 2011 | MI5:消された機密ファイル Page Eight                                    | ジュリアン・ウォリッカー       | BBCテレビ映画 |                    |
| 2011 | ヒステリア Hysteria                                                    | エミリー・ダリンプル           | |                    |
| 2012 | Cheerful Weather for the Wedding                                       | Dolly Thatchem                 | N/A |                    |
| 2013 | あなたとのキスまでの距離 Breathe In                                    | ソフィー                       | 日本劇場未公開 | 永田亮子           |
| 2013 | エレン・ターナン 〜ディケンズに愛された女〜 The Invisible Woman        | ネリー・ターナン               | 日本劇場未公開 |                    |
| 2014 | MI5:世界を敵にしたスパイ Salting the Battlefield                       | ジュリアン・ウォリッカー       | BBCテレビ映画 |                    |
| 2014 | アメイジング・スパイダーマン2 The Amazing Spider-Man 2                 | フェリシア                     | | 森夏姫             |
| 2014 | 博士と彼女のセオリー The Theory of Everything                          | ジェーン・ワイルド・ホーキング | 第87回アカデミー賞・主演女優賞ノミネート 第13回ワシントンD.C.映画批評家協会賞・主演女優賞ノミネート 第12回アイオワ映画批評家協会賞・主演女優賞 第2位 第72回ゴールデングローブ賞・女優賞（ドラマ部門）ノミネート | 佐古真弓           |
| 2015 | トゥルー・ストーリー True Story                                        | ジル                           | 日本劇場未公開 | （吹き替え版なし） |
| 2016 | アウトバーン Collide                                                   | ジュリエット                   | | 合田絵利           |
| 2016 | 怪物はささやく A Monster Calls                                         | 母親                           | 実川貴美子 |                    |
| 2016 | インフェルノ Inferno                                                   | シエナ・ブルックス             | 佐古真弓 |                    |
| 2016 | ローグ・ワン/スター・ウォーズ・ストーリー Rogue One: A Star Wars Story | ジン・アーソ                   | 渋谷はるか |                    |
| 2018 | ビリーブ 未来への大逆転 On the Basis of Sex                            | ルース・ベイダー・ギンズバーグ | （吹き替え版なし） |                    |
| 2019 | イントゥ・ザ・スカイ 気球で未来を変えたふたり The Aeronauts            | アメリア・レン                 | 佐古真弓 |                    |
| 2020 | 銀のドラゴン ファイアドレイク Dragon Rider                             | ソレル                         | 声の出演 | 櫻庭有紗           |
| 2020 | ミッドナイト・スカイ The Midnight Sky                                  | サリー                         | | 渋谷はるか         |
| 2021 | 愛しい人から最後の手紙 The Last Letter from Your Lover                 | エリー・ヘイワース             | 兼製作総指揮 | 渋谷はるか         |
| 2023 | Dead Shot                                                              | Catherine                      | 兼製作総指揮 | N/A                |
| 2024 | ブルータリスト The Brutalist                                           | エルジェーベト・トート         | | 清水理沙           |
| TBA  | Oh. What. Fun.                                                         |                                | ポストプロダクション |                    |
| TBA  | Train Dreams                                                           | Gladys Grainer                 | ポストプロダクション |                    |
| TBA  | 100 Nights of Hero                                                     |                                | ポストプロダクション |                    |

### テレビシリーズ
| 年   | 題名                                                                      | 役名                   | 備考                                  | 吹き替え |
| ---- | ------------------------------------------------------------------------- | ---------------------- | ------------------------------------- | -------- |
| 1998 | ミルドレッドの魔女学校 The Worst Witch                                    | エセル・ハロウ         | Series one                            |          |
| 2001 | Weirdsister College                                                       | エセル・ハロウ         |                                       | N/A      |
| 2003 | Servants                                                                  | Grace May              | N/A                                   |          |
| 2007 | Cape Wrath                                                                | Zoe Brogan             | N/A                                   |          |
| 2008 | ドクター・フー Doctor Who                                                 | ロビーナ・レッドモンド | エピソード "The Unicorn and the Wasp" |          |
| 2009 | アンネの日記 The Diary of Anne Frank                                      | マルゴット・フランク   | 全5話のミニシリーズ                   | 小橋知子 |
| 2014 | GIRLS/ガールズ Girls                                                      | Dot                    | 第3シーズン第10話 「人妻ハンナ」      |          |
| 2017 | スター・ウォーズ/フォース・オブ・デスティニー Star Wars Forces of Destiny | ジン・アーソ           | 計2話声の出演                         |          |

## 他の作品
- The Archers (1999–2009), Emma Grundy – BBC Radio 4 ソープオペラ[29]
- 雪の女王 The Snow Queen, Creation Theatre Company (2005–2006), Gerda[30]
- That Face, Royal Court Theatre (2007), Mia
- The Chalk Garden, ドンマー・ウエアハウス (2008), Laurel
- Luise Miller, ドンマー・ウエアハウス (2011)